# 李國麟 (議員)
李國麟，SBS，JP（1959年8月14日—），出生於澳門，籍貫廣東中山，6、7歲左右隨家人由澳門移民香港，並定居西灣河太安樓。母親是戲院售票員，而父親則是深水埗毛衣廠老闆。李國麟曾就讀澳門培正中學小學部、北角官立小學和筲箕灣官立中學。前香港立法會（衛生服務界）議員，現任醫院管理局成員，前香港公開大學護理及健康學院院長，香港護士協會主席，是立法會泛民主派的成員。
李國麟畢業於澳洲拉托貝大學護理學系，為社會科學哲學博士及註冊護士，在1980年入行當護士。他從事衛生政策研究多年，積極爭取改善護理行業福利，提升醫療水平，曾出任香港公開大學護理及健康學院院長一職，2019年8月正式離開工作了23年的公開大學。
政府於2009年7月1日公佈李國麟獲頒授銀紫荊星章。2021年1月6日因早前參與立會初選涉嫌違犯港版國安法而被捕。

## 從政生涯
2004年香港立法會選舉，以獨立身分參選的李國麟取得9,127票（得票率：43.01%）擊敗同為民主派的時任衛生服務界議員麥國風，以及邵桂鳳和新世紀論壇龐愛蘭等兩名建制派對手，當選衛生服務界立法會議員，此後三度以超過六成票數連任。2020年離開立法會前，李國麟在官方的「立法會議員排名序名單」上排行第五，僅次於分別自1998年和2000年起當選的四位議員，也是民主派第三資深的議員。
2016年9月4日，參與2016年香港立法會選舉 （衛生服務界功能界別）, 以15,221票（得票率：61.75%）擊敗蔡沛華，第三度連任立法會議員。10月11日，李國麟加入由郭榮鏗、莫乃光、梁繼昌、姚松炎、葉建源及邵家臻組成的專業議政，加強各專業界別在議會中的合作，捍衛專業自主，但政黨不會綑綁政治立場，會就不同議題商討。
2020年7月11至12日，民主派就2020年香港立法會選舉，在地區直選、區議會（第二）功能界別及衛生服務界功能界別舉辦初選，結果由醫管局員工陣線的余慧明以2,165票大勝得516票的衛生服務界選委、專職醫療人員及護士協會幹事劉凱文、得216票的時任議員李國麟，以及得54票的仁安醫院護士訓練學校校長袁偉傑等三人。雖然負責統籌初選的戴耀廷表示，由於無法核實選民身分，初選結果只供參考，但李國麟在選後宣布會服從結果，不參加官方選舉，結束16年的立法會生涯。

## 外部連結
- 香港特別行政區立法會 - 議員履歷：李國麟議員, SBS, JP, PhD, RN

- 李國麟個人網頁（页面存档备份，存于）
- 李國麟社交網站